# Indoinvreia
Indoinvreia is een geslacht van vliesvleugeligen uit de familie bronswespen (Chalcididae). De wetenschappelijke naam van dit geslacht is voor het eerst geldig gepubliceerd in 1984 door Roy & Farooqi.

## Soorten
Het geslacht Indoinvreia omvat de volgende soorten:
- Indoinvreia bouceki Roy & Farooqi, 1984
- Indoinvreia menoni Roy & Farooqi, 1984